# Muurhagedis
De muurhagedis (Podarcis muralis) is in Europa de bekendste vertegenwoordiger uit de familie echte hagedissen (Lacertidae). De hagedis heeft een meestal bruine kleur, een lang en plat lichaam en een lange staart. De muurhagedis komt in een groot deel van Europa voor, ook in België en Nederland. De naam muurhagedis refereert aan de voorkeur voor muren en steenhopen als habitat. Ook de aanduiding in andere talen en de wetenschappelijke soortnaam met de soortaanduiding muralis verwijst hiernaar.

## Uiterlijke kenmerken
De muurhagedis bereikt een lengte van ongeveer 15 tot 20 centimeter en wordt maximaal 22 cm lang. Het lichaam en de kop zijn sterk afgeplat, de poten en tenen zijn relatief lang, de tenen zijn voorzien van scherpe klauwtjes. De lange en relatief dunne staart beslaat ongeveer 60 tot 200 procent van de kopromplengte als deze niet is afgeworpen. De muurhagedis kent net als andere hagedissen caudale autotomie; het afwerpen van de staart als deze wordt beetgepakt. De staart groeit weer aan maar is korter en donkerder dan de originele staart.
De muurhagedis kent vele kleurvariaties die te verwarren zijn met de kleuren van andere hagedissen. De meeste exemplaren zijn bruin en hebben diverse lichtere rijen vlekjes of blokken op de rug en in de flanken. Ook nettekeningen komen voor waarbij de tekening beige, bruin, zwart of witgrijs kan zijn. De buik is witgeel, bij de mannetjes geel tot roodoranje in de paartijd. Mannetjes zijn in de regel donkerder dan vrouwtjes. De muurhagedis is met name te herkennen aan de bouw; het is een relatief platte hagedis met een spitsere snuit en slankere bouw dan bijvoorbeeld de zandhagedis en de levendbarende hagedis. Van deze laatste twee soorten is de muurhagedis ook betrekkelijk eenvoudig te onderscheiden aan de halskraag aan de onderzijde. Bij de muurhagedis is deze recht, bij de andere twee soorten is de halskraag enigszins gekromd. Ook is de halskraag niet gekarteld en hebben de schubben geen kiel; ze zijn plat en hebben geen opstaand midden.
In de paartijd krijgen de mannelijke exemplaren een rij blauwe en in mindere mate groene vlekjes onderaan de flanken, er zijn overigens wel meer soorten echte hagedissen die dergelijke vlekjes hebben. Sommige ondersoorten zijn groen of zwart, de kleuren verschillen ook enigszins per individu. Bij de ondersoort P. muralis nigriventris hebben de mannetjes een zwarte basiskleur en zijn de vrouwtjes meestal bruin, met egaal verspreide kleine gele vlekken. Deze ondersoort leeft in Italië, en bij de vrouwtjes zijn deze vlekken wat valer. Exemplaren uit de omgeving van Rome zijn helder groen gekleurd en hebben zwarte vlekjes op de rug. Naast de kleur kan tussen de verschillende ondersoorten ook de lichaamsvorm iets verschillen.

### Melanisme
In België zijn waarnemingen gemeld van uniform zwarte muurhagedissen, welke melanistisch zijn. Melanisme is de tegenhanger van albinisme en ontstaat door opstapeling van het pigment melanine. Voor hagedissen die voorkomen in koelere regio's kan de donkerdere kleur een voordeel bieden, omdat ze zo beter in staat zijn warmte te absorberen.

## Verspreiding en habitat

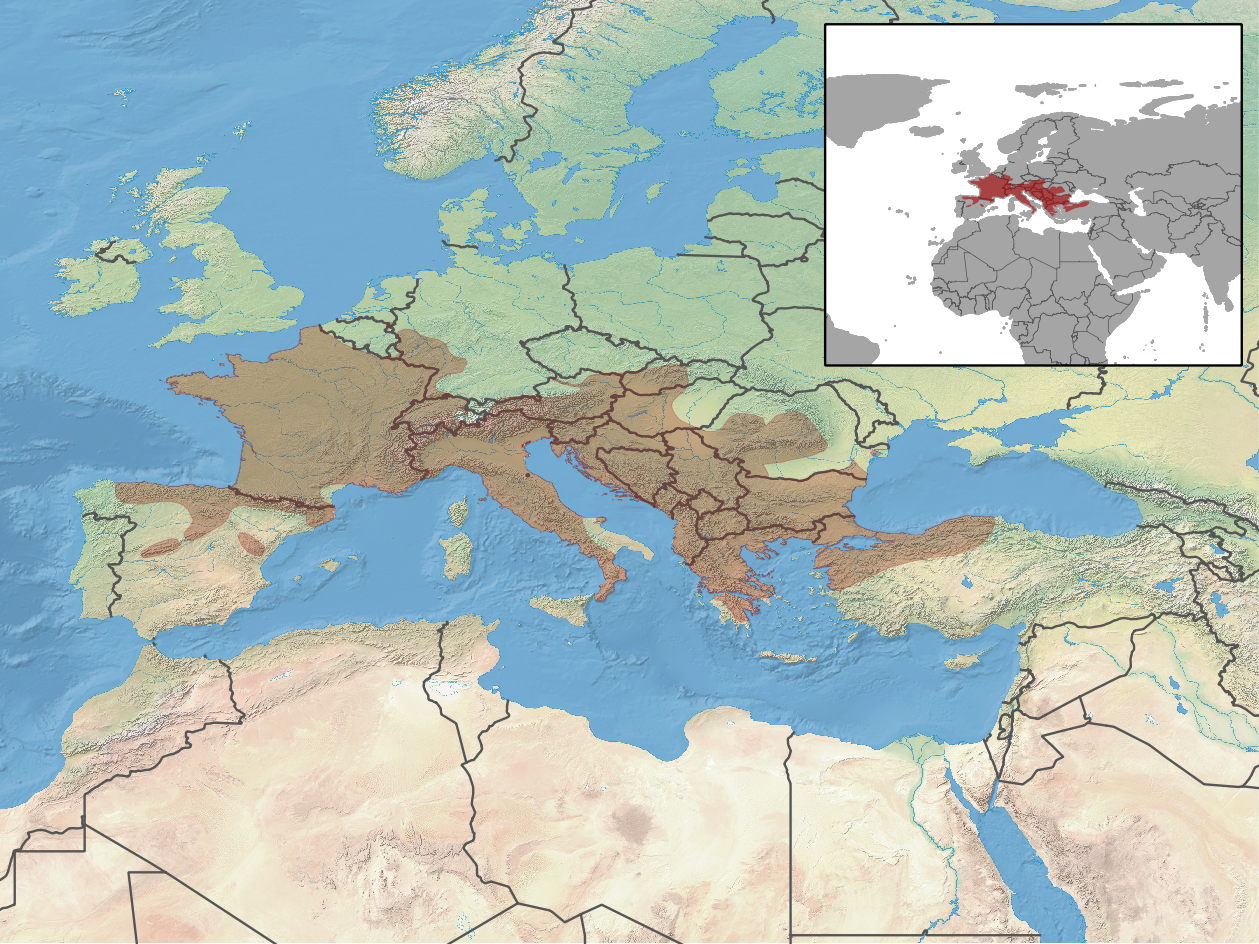
Verspreidingsgebied in het rood.

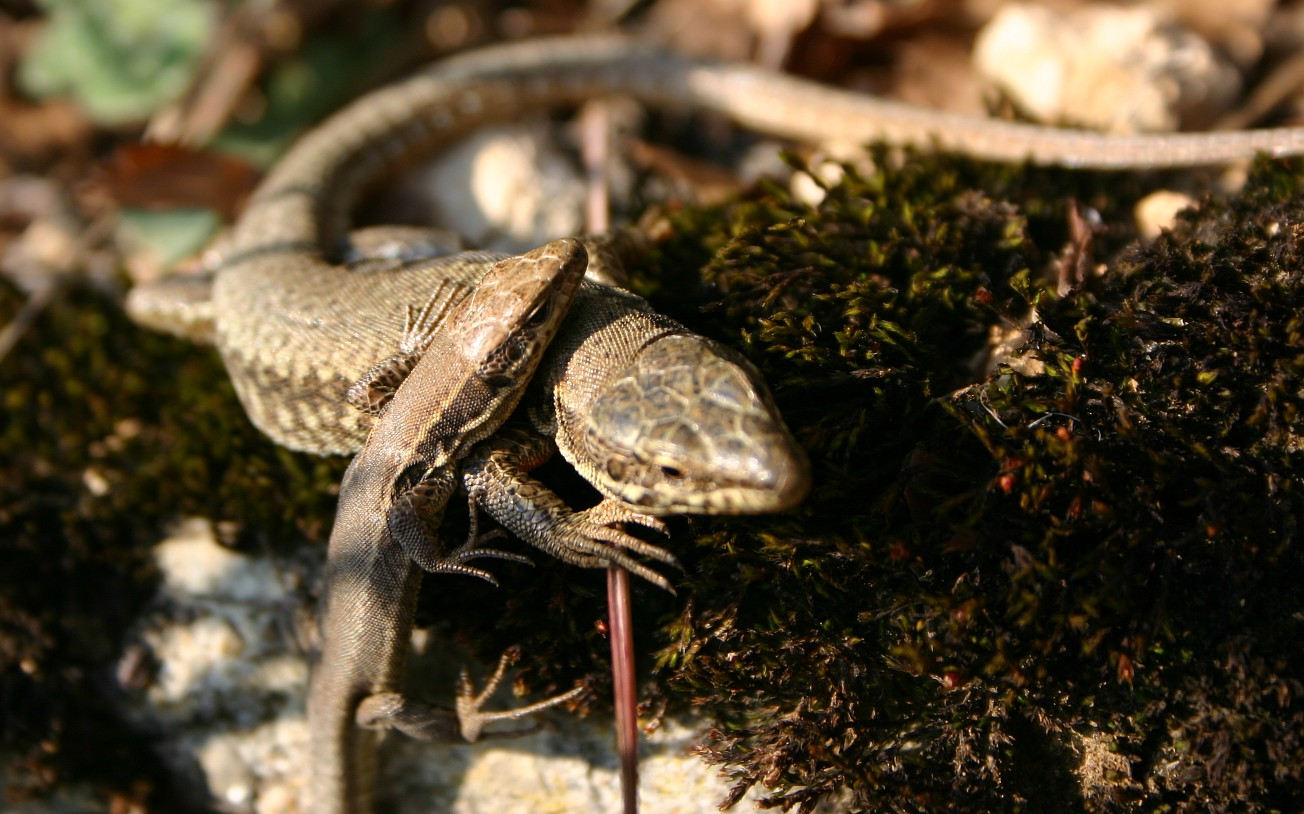
Een zonnend volwassen exemplaar en een juveniel.

De muurhagedis komt voor in centraal-zuidoost Europa. In west Europa bereikt het in Maastricht de noordgrens van haar natuurlijke verspreidingsgebied.
Doordat de muurhagedis zeer gesteld is op hogere temperaturen heeft de soort een veel zuidelijker verspreidingsgebied dan andere Europese hagedissen zoals de zandhagedis. De hazelworm en de levendbarende hagedis komen nog noordelijker voor maar deze soorten zijn eierlevendbarend wat ze een grote voorsprong geeft op eierleggende soorten als de muurhagedis.
De muurhagedis komt voor in de landen Albanië, Bulgarije, België, westelijk Duitsland, Frankrijk, Griekenland (ook op Samothrake), Hongarije, Italië (ook op Elba), Kroatië (ook op Cres), Slovenië, Bosnië en Herzegovina, Montenegro, Macedonië, zuidoostelijk Nederland, Oostenrijk, Roemenië, Servië, Slowakije, Spanje, Tsjechië, Turkije (noordwestelijk Anatolië) en Zwitserland. In Zwitserland zijn verschillende ondersoorten uitgezet. De populaties in Roemenië zijn geherintroduceerd.
Buiten het natuurlijke verspreidingsgebied is de muurhagedis in verschillende landen door de mens ingevoerd. De soort komt tegenwoordig als exoot voor in Noord-Amerika; in Brits-Columbia in Canada en in de Verenigde Staten in de staten Kentucky en Ohio. De hagedis zou ook voorkomen in Illinois, maar dit is achterhaald. Ook in het Verenigd Koninkrijk is de hagedis geïntroduceerd in Engeland. Daar komen ca. 20 populaties voor in het zuiden van het vasteland. Op het Engelse eiland Wight bevindt zich een populatie aan de zuidzijde van het het eiland in de plaats Ventnor maar die is geïntroduceerd door de mens (Noord-Italiaanse muurhagedissen). Op het Engelse Kanaaleiland Jersey komt de muurhagedis wel van nature voor (dus niet door de mens ingevoerd) evenals op het Franse eiland Chausey dat in de buurt ligt. Beide populaties zijn verwant aan elkaar. Genetisch onderzoek heeft dat aangetoond.
De autochtone muurhagedissen uit Maastricht en Wallonië behoren tot Podarcis muralis brogniardi die ca. 8.000 jaar geleden tijdens een relatief warme periode (Atlanticum) vanuit het refugium Iberisch schiereiland naar het noorden zijn gemigreerd via West- en Centraal-Frankrijk en zo België, Luxemburg, Nederland en Duitsland hebben bereikt. Voor Duitsland geldt dat alleen voor het gebied van de Noord-Eifel en het Vennvorland dat deel uitmaakt van Natuurpark Hoge Venen-Eifel. De muurhagedissen die in het noordelijk Rijndal voorkomen (noordelijkste plek bij Bonn) behoren tot een andere ondersoort. Tot welke precies moet nog uitgezocht worden. Aanvankelijk was deze ingedeeld als Podarcis muralis merremia maar dat werd later los gelaten.

### België
In België komt de muurhagedis van nature voor in Wallonië, hoofdader is de Maas met zijn rotsen. Tijdens de laatste ijstijd kwamen muurhagedissen in Europa alleen nog voor in zgn. refugia in Zuid-Europa. Drie lagen er in Europa (het Iberisch schiereiland, Italië en de Balkan) en één in Klein Azië. De muurhagedissen in Wallonië zijn afkomstig van het refugium Iberisch schiereiland. Hoe meer noordelijk de soort oprukte hoe meer zij afhankelijk werd van rotsen en dat is waarom de Maas de hoofdader genoemd kan worden. Plaatsen langs de Maas in België waar de muurhagedis nog steeds voorkomt zijn (van zuid naar noord): Waulsort, Dinant, Anhée, Yvoir, Namur, Huy, Angleur, Chenée, Jupille, Visé en als noordelijkste Lanaye (Montagne Saint Pierre/Sint-Pietersberg). Ook komen er populaties voor langs de vele zijrivieren van de Maas. De populaties in Wallonië zijn gescheiden van die in Maastricht. De muurhagedis niet autochtoon in Vlaanderen. Het voorkomen is het gevolg van het uitzetten van de dieren. Er waren in 2019 in Vlaanderen negentien locaties bekend waar het dier zich in vrijheid voortplant. Enkele daarvan tellen meer dan honderd dieren. Oorspronkelijk gaat het daarbij vermoedelijk om exemplaren uit een steengroeve in Wallonië die zijn weggevangen vanwege de mijnbouw waarbij gebruikgemaakt wordt van explosieven. Ook kunnen er muurhagedissen verplaatst zijn door transport van goederen zoals stenen en boomschors.

### Nederland
In Nederland komen muurhagedissen voornamelijk voor in Maastricht-Noordwest, met name in de deelgebieden Hoge en Lage Fronten (Linie van Dumoulin en Nieuwe Bossche Fronten), langs de voormalige spoorlijn Hasselt-Maastricht in Bosscherveld en het aansluitende spoorwegemplacement. Verder ook nog op diverse nieuwe plekken in het Frontenpark, op de kunstmatige Belvédèreberg en op het terrein van vier bedrijven in Bosscherveld. Vanaf de jaren 1980 herstelt de Maastrichtse populatie zich dankzij aangepaste restauratie- en beheersmaatregelen. De soort is omdat te bevorderen ook gekweekt en uitgezet. Van enkele honderden exemplaren is het aantal in Maastricht in een aantal jaren gegroeid naar minstens 900 volwassen dieren in 2020. Elk jaar worden er honderden jongen geboren maar slechts een deel ervan haalt het tweede levensjaar. Ook de warmere zomers hebben aan de toename bijgedragen. Vanaf 2013, toen de westelijke aanlanding van de Noorderbrug is verplaatst en diverse oude bedrijfspanden zijn gesloopt, heeft er natuurcompensatie plaatsgevonden voor de muurhagedis en de hazelworm en een aantal amfibieën. Binnen het zogenaamde project Belvédère is het leefgebied vergroot en zijn nieuwe voorzieningen gebouwd in de vorm van schanskorven, steenhopen, takkenrillen, steenbedden, en dergelijke. Alle deelpopulaties werden met elkaar verbonden. Monitoring van de  stand van de muurhagedis blijft belangrijk vanwege het dynamische en stedelijke karakter van de verblijfsgebieden in en bij Maastricht. In de loop van 2024 en 2025 wordt het leefgebied uitgebreid naar de ENCI-groeve op de Sint-Pietersberg ten zuiden van Maastricht. Verwacht wordt dat de muurhagedis op de steile kalksteenwanden in de voor het publiek afgesloten Oehoevallei goed zal gedijen en dat de populatie zich van daaruit naar andere gebieden op de Sint-Pietersberg zal verspreiden.
Van een middeleeuwse kerkhofmuur in het Noord-Brabantse Dinther is al sinds 1960 bekend dat er muurhagedissen huizen. In Utrecht is de soort in de Botanische Tuin Fort Hoofddijk uitgezet, waar ze zich goed handhaven.

### Beschermingsstatus
Door de internationale natuurbeschermingsorganisatie IUCN is de beschermingsstatus "veilig" (Least Concern of LC) toegewezen
Dat geldt echter niet voor Nederland. Op de Nederlandse Rode Lijst Amfibieën en Reptielen staat de muurhagedis geclassificeerd als ernstig bedreigd.
Voor Wallonië geldt de muurhagedis als kwetsbaar.
Voor Vlaanderen heeft IUCN vermeldt "Data Deficient" (onvoldoende data) maar is dus eigenlijk niet gerangschikt omdat het daar een exoot betreft.
Belangrijke bedreigingen voor de hagedis zijn loslopende en verwilderde katten en de aantasting van het leefgebied door bijvoorbeeld uitblijven van vegetatiebeheer waardoor de dieren niet meer optimaal kunnen zonnen. Ook te rigoureus uitgevoerde muurrestauraties zijn funest voor muurhagedissen. Het laatste speelt vooral in de noordelijke delen van het areaal omdat de dieren daar exclusief gebonden zijn aan muren; in zuidelijke gebieden speelt dat minder omdat daar een warmer klimaat heerst. Ook wordt de hagedis gevangen voor de handel in exotische dieren, maar hier ondervinden de zuidelijk voorkomende populaties minder schade van omdat ze daar vaak in groten getale voorkomen.

### Habitat
De muurhagedis leeft in droge, open gebieden die door de zon worden beschenen. De hagedis komt veel voor op rotsen en muren, bij voorkeur ruïnes, die vaak bestaan uit nogal dikke, verweerde en begroeide stenen, vol schuilplaatsen en prooien. Ook op zuidhellingen en langs bosranden is de hagedis te vinden en de mens wordt niet geschuwd, zowel in kleine dorpen als de buitenwijken van grote steden kan de muurhagedis worden gevonden. Ook boomkwekerijen en zijn een geschikte habitat. In Zwitserland wordt de hagedis meestal langs spoorlijnen aangetroffen. Ook in Duitsland komt de soort voor langs spoorlijnen en sommige populaties kunnen uit wel duizenden exemplaren bestaan. Verder zijn ze te vinden in steengroeven. De muurhagedis was een typische bewoner van wijngaarden, maar is in veel streken waar druiven worden verbouwd verdreven door het verdwijnen van schuilplaatsen als gevolg van het vervangen van stapelmuren door betonnen muren of het gebruik van insecticiden waardoor de prooidieren of de hagedissen zelf werden gedood. Meestal komt de muurhagedis niet in hooggelegen gebieden voor, maar bij uitzondering leven er rond 2.500 meter boven zeeniveau nog populaties.

## Levenswijze

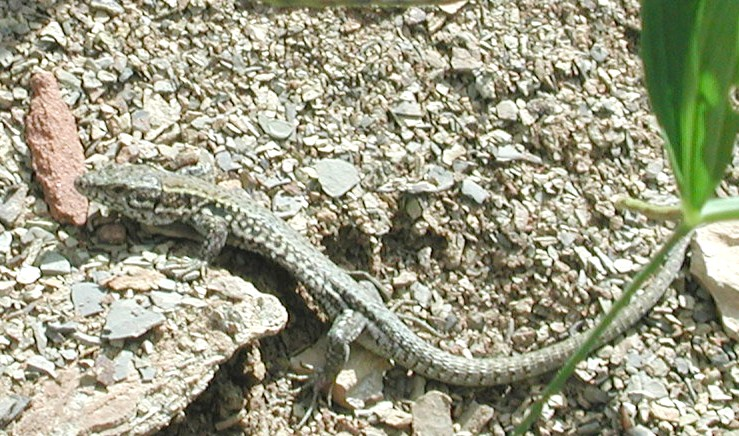
Een zonnende muurhagedis kan de
rug plat maken om meer zonlicht op te vangen

De muurhagedis is net als alle hagedissen koudbloedig (poikilotherm) en neemt regelmatig een zonnebad om op te warmen waardoor de hagedis veel sneller wordt. De muurhagedis is een van de vele hagedissen die daarnaast echter gebruikmaakt van door de zon opgewarmde objecten zoals stenen, muren, rotsformaties en andere oppervlakken. Hierdoor maakt de hagedis optimaal gebruik van de warmte van de zon, waardoor de soort van vroeg in het voorjaar tot laat in het najaar actief kan zijn. Een ander trucje is melanisme; het verschijnsel waarbij de dieren hun hele leven een diepzwarte kleur hebben die meer zonnewarmte absorbeert. Melanisme komt wel meer voor bij hagedissen maar is in tegenstelling tot de meeste andere soorten bepaald niet zeldzaam bij de muurhagedis.
De muurhagedis is een typische klimmer die ook wel op de bodem komt maar meestal op muren en rotsen te vinden is. Met de puntige klauwtjes kan de hagedis watervlug over de stenen rennen.

### Voortplanting
In de paartijd bakenen de mannetjes een territorium af dat fel wordt verdedigd tegen andere mannetjes. Het territorium heeft een oppervlakte van ongeveer 25 vierkante meter. Bij de paring maakt het mannetje gebruik van zijn hemipenis, de gevorkte penis waardoor hij langs beide zijden contact kan maken. Bij hagedissen zit de staart namelijk in de weg bij het maken van contact. Het mannetje ankert zich door het vrouwtje in haar nek of bek te bijten, waardoor de paring meer weg heeft van een gevecht.
Het vrouwtje zet de eitjes af in twee tot drie legsels, die 2 tot 9 eieren bevatten. Meestal worden per legsel vijf à zes eitjes afgezet, het aantal eitjes hangt onder andere af van het voedselaanbod. De eitjes worden afgezet onder stenen of in het zand begraven, de schaal is perkament-achtig. Na zes tot elf weken komen de eieren uit, meestal rond augustus. De juvenielen zijn zeer donker tot zwart van kleur maar worden al snel lichter, ze zijn bij hun geboorte ongeveer zes centimeter lang. Ze zijn direct zeer actief en na twee jaar zijn ze volwassen en nemen deel aan de voortplanting.
Zodra de jongen uit het ei kruipen eten ze zo veel mogelijk om reserves aan te leggen voor de winter. Rond oktober/november afhankelijk van het weer trekt de muurhagedis zich terug voor de winterslaap. Deze wordt gehouden in diepe rotsspleten of scheuren in muren waar de vorst geen vat op heeft. Soms komt een deel van de muurhagedissen in december, januari of februari weer naar buiten als de zon schijnt en het wat warmer wordt in de winter. De dieren zonnen dan op beschutte plekjes en profiteren daar van het microklimaat.

### Voedsel en vijanden
De muurhagedis leeft van allerlei insecten en andere geleedpotigen die rond de schuilplaats worden gevangen. Vooral sprinkhanen, vliegen en insectenlarven, maar ook wel spinnen, kevers, vlinders en regenwormen worden gegeten. Vijanden zijn voornamelijk slangen en roofvogels, jongere exemplaren hebben echter vaak ook soortgenoten als vijand. Ook loslopende en verwilderde katten zijn enorme predatoren. Waarschijnlijk omdat de dieren groepjes vormen, komt kannibalisme vaker voor dan bij andere echte hagedissen.

## Naam en indeling

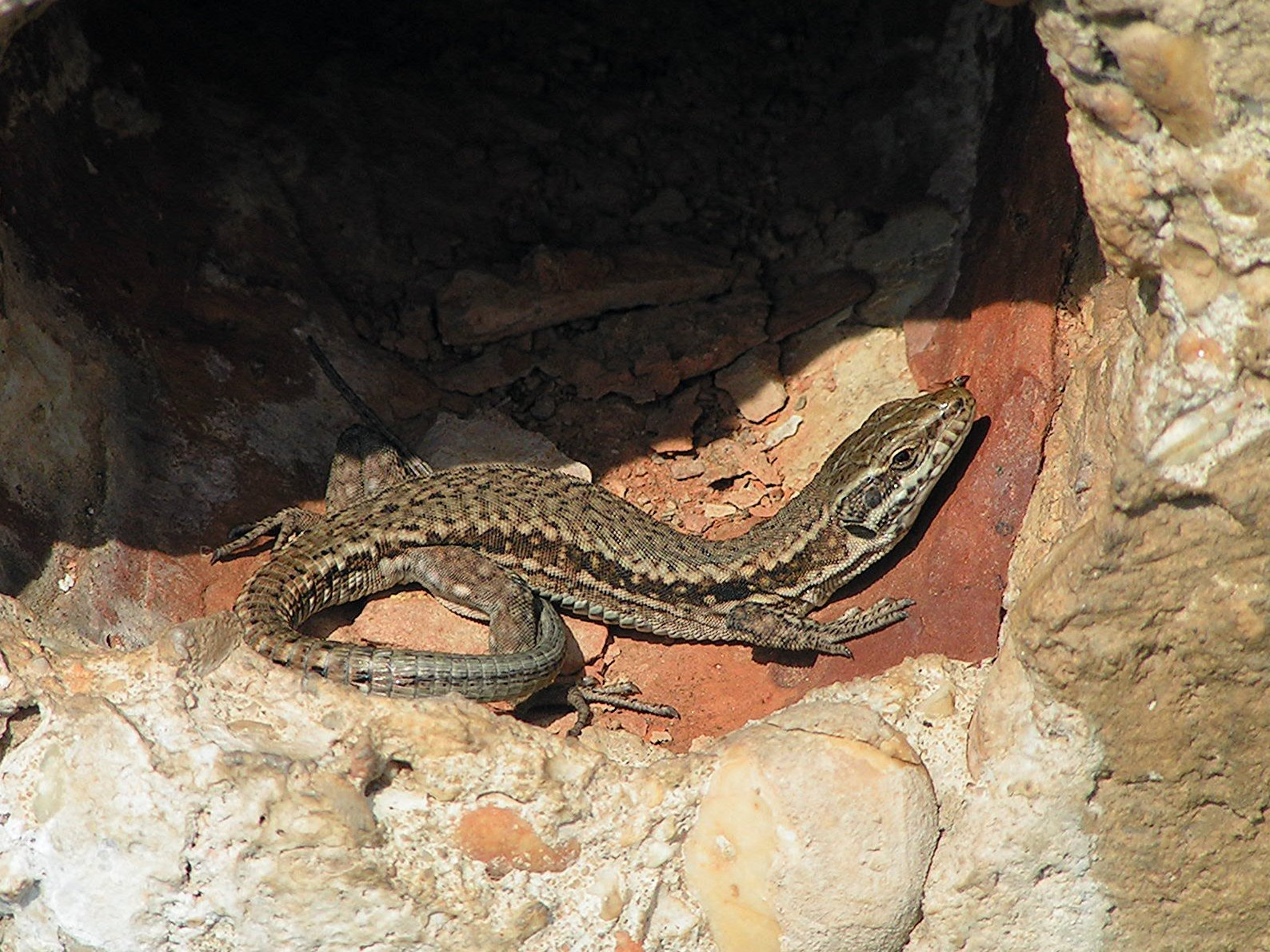
Een zonnende muurhagedis bij de Moezel (Duitsland).

De muurhagedis werd in 1768 wetenschappelijk beschreven als Seps muralis door Josephus Nicolaus Laurenti. Het geslacht Seps wordt tegenwoordig niet meer erkend. In 1839 werd de wetenschappelijke naam door André Marie Constant Duméril en Gabriel Bibron veranderd in Lacerta muralis. In de jaren tachtig werden echter de toenmalige Lacerta- soorten opgesplitst naar lichaamsbouw, de robuuste, grotere soorten bleven in het geslacht Lacerta, de slanke en kleine soorten werden in het geslacht Podarcis geplaatst.
De muurhagedissen uit het geslacht Podarcis lijken uiterlijk sterk op elkaar, hoewel de kleuren kunnen variëren. Alle soorten hebben een fijngebouwd lichaam en een relatief lange staart die twee keer zo lang kan zijn als de kopromplengte. De verschillende soorten zijn nauw aan elkaar verwant doordat ze waarschijnlijk pas gedurende de laatste ijstijd, het Weichselien, zijn ontstaan. Doordat de hagedissen honkvast zijn en zich in de toenmalige geïsoleerde gebieden vestigden werd de uitwisseling van genetische informatie beperkt. Ook het aantal ondersoorten kan flink oplopen, de muurhagedis heeft bijvoorbeeld dertien verschillende ondersoorten. De ruïnehagedis (Podarcis siculus) heeft 48 verschillende ondersoorten.

### Ondersoorten
De muurhagedis wordt tegenwoordig onderverdeeld in dertien ondersoorten:
| Naam                           | Auteur          | Verspreidingsgebied |
| ------------------------------ | --------------- | --- |
| Podarcis muralis albanica      | Bolkay, 1919    | Bulgarije, Griekenland, Roemenië |
| Podarcis muralis appenninica   | Taddei, 1949    | ? |
| Podarcis muralis baldasseronii | Taddei, 1949    | ? |
| Podarcis muralis beccarii      | Lanza, 1958     | Italië |
| Podarcis muralis breviceps     | Boulenger, 1905 | Italië |
| Podarcis muralis brogniardi    | Daudin, 1802    | Cantabrisch gebergte en Pyreneeën, Andorra, Duitsland (Vennvorland en Noord-Eifel), West- en Centraal Frankrijk, Spanje, Zwitserland, Luxemburg, België, Nederland |
| Podarcis muralis colosii       | Taddei, 1949    | ? |
| Podarcis muralis maculiventris | Werner, 1891    | Duitsland, Italië, Kroatië, Oostenrijk, Slovenië, Zwitserland |
| Podarcis muralis marcuccii     | Lanza, 1956     | Italië |
| Podarcis muralis muralis       | Laurenti, 1768  | ? |
| Podarcis muralis nigriventris  | Bonaparte, 1838 | Italië, geïntroduceerd in Duitsland en Oostenrijk |
| Podarcis muralis sammichelii   | Lanza, 1976     | ? |
| Podarcis muralis tinettoi      | Taddei, 1949    | Italië |

## Afbeeldingen

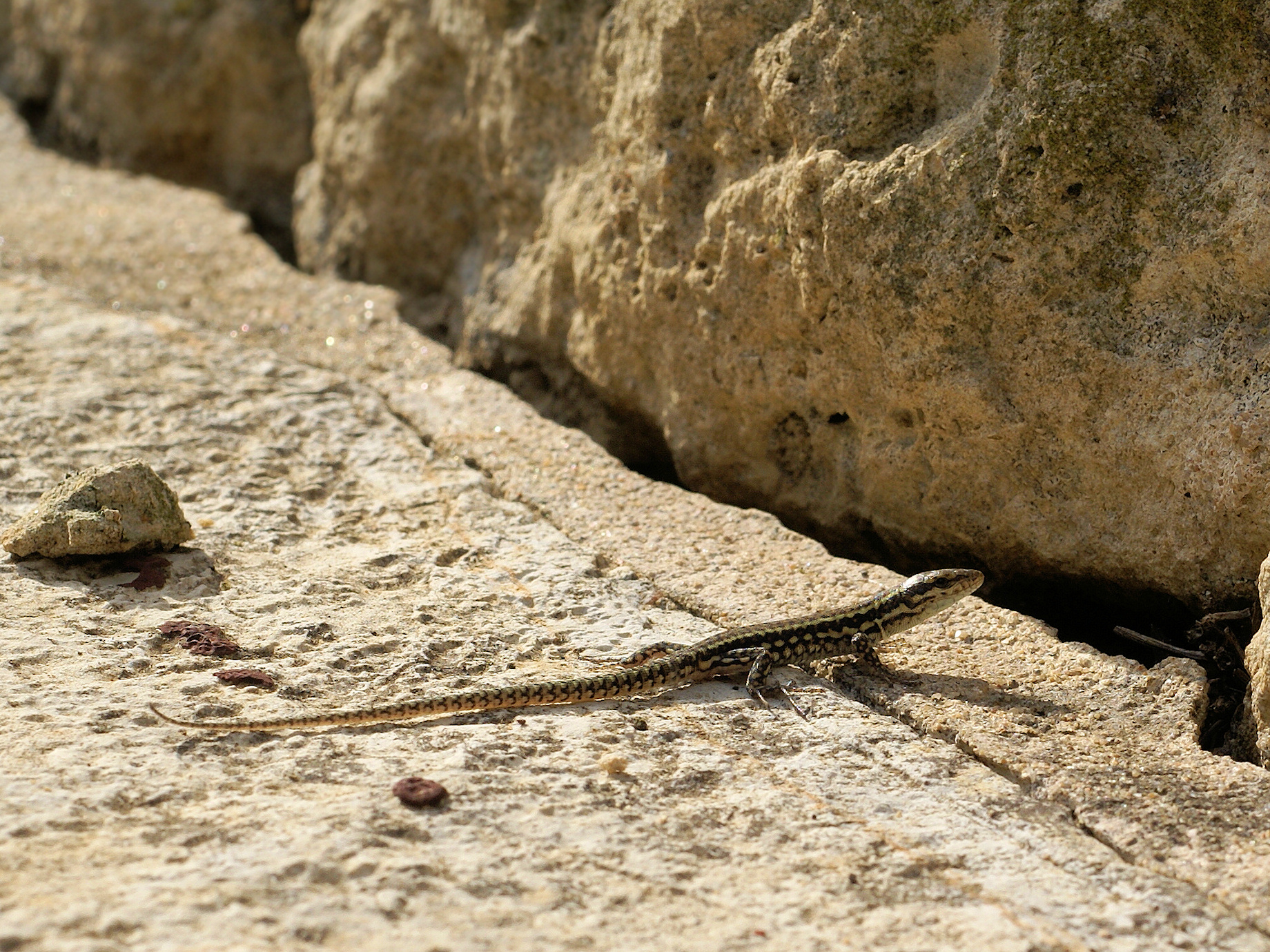
Een exemplaar uit Frankrijk
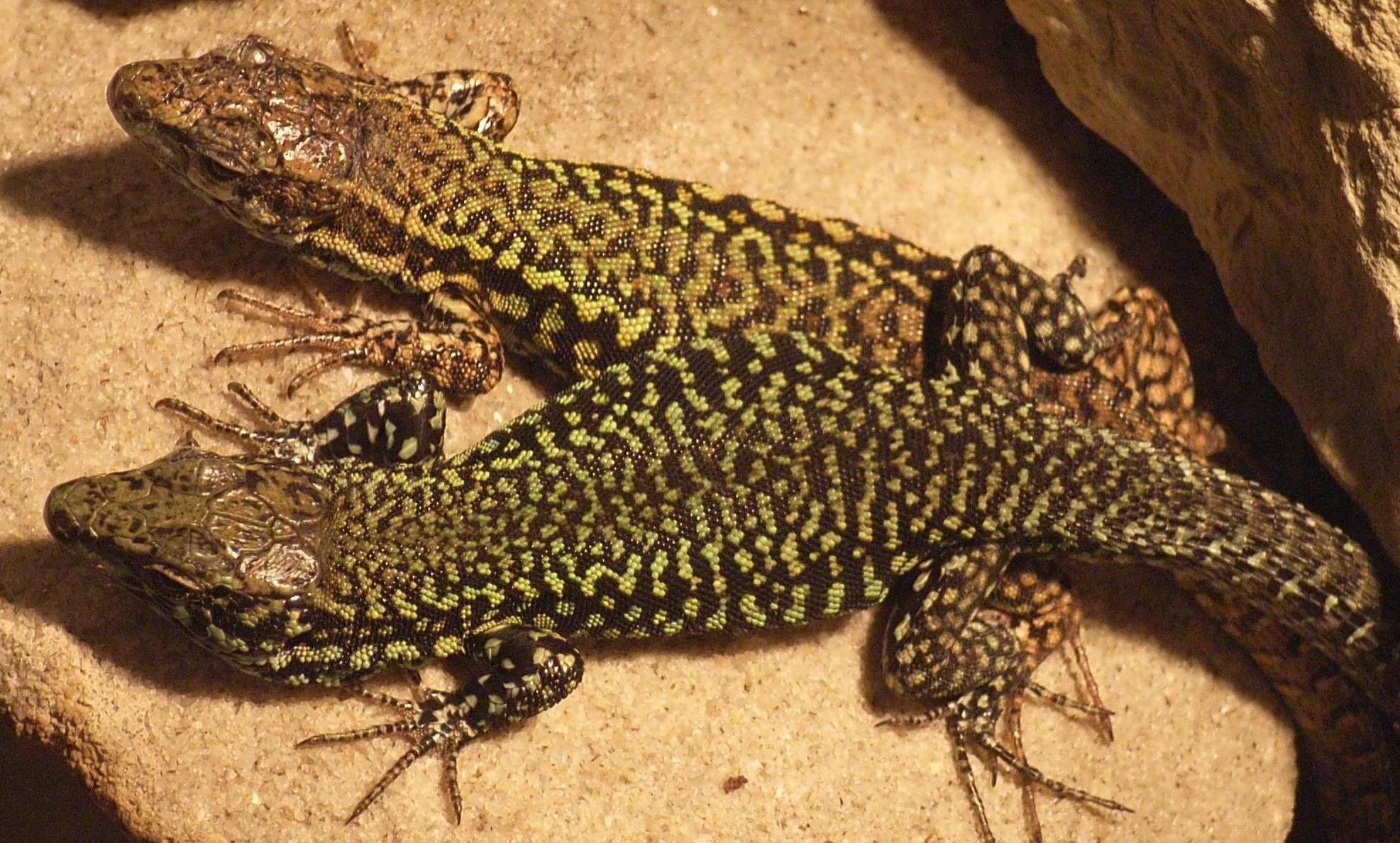
De ondersoort Podarcis muralis nigriventris is zwart met groene vlekken
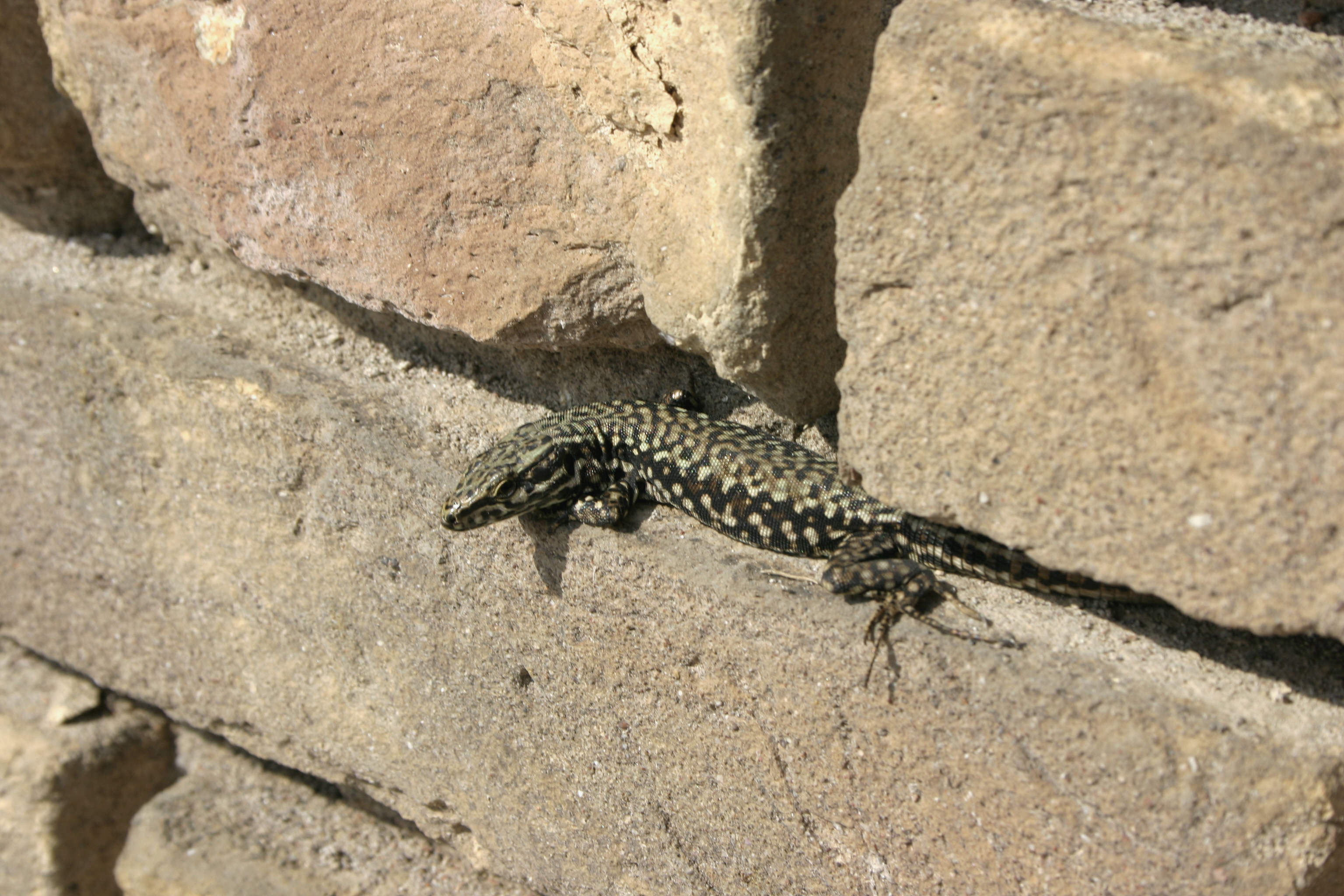
Spleten in muren vormen de microhabitat
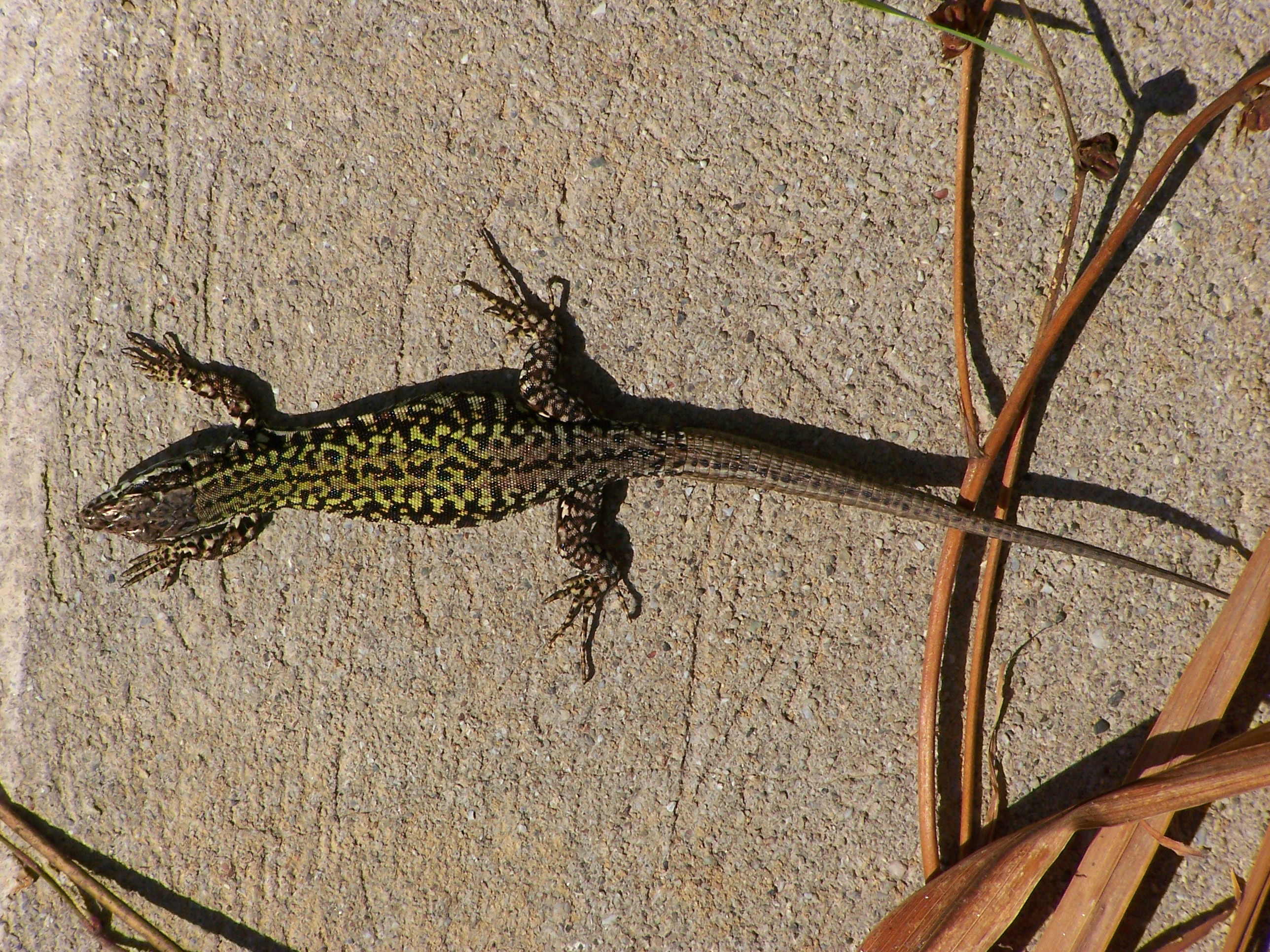
Met de scherpe klauwtjes kan verticaal geklommen worden
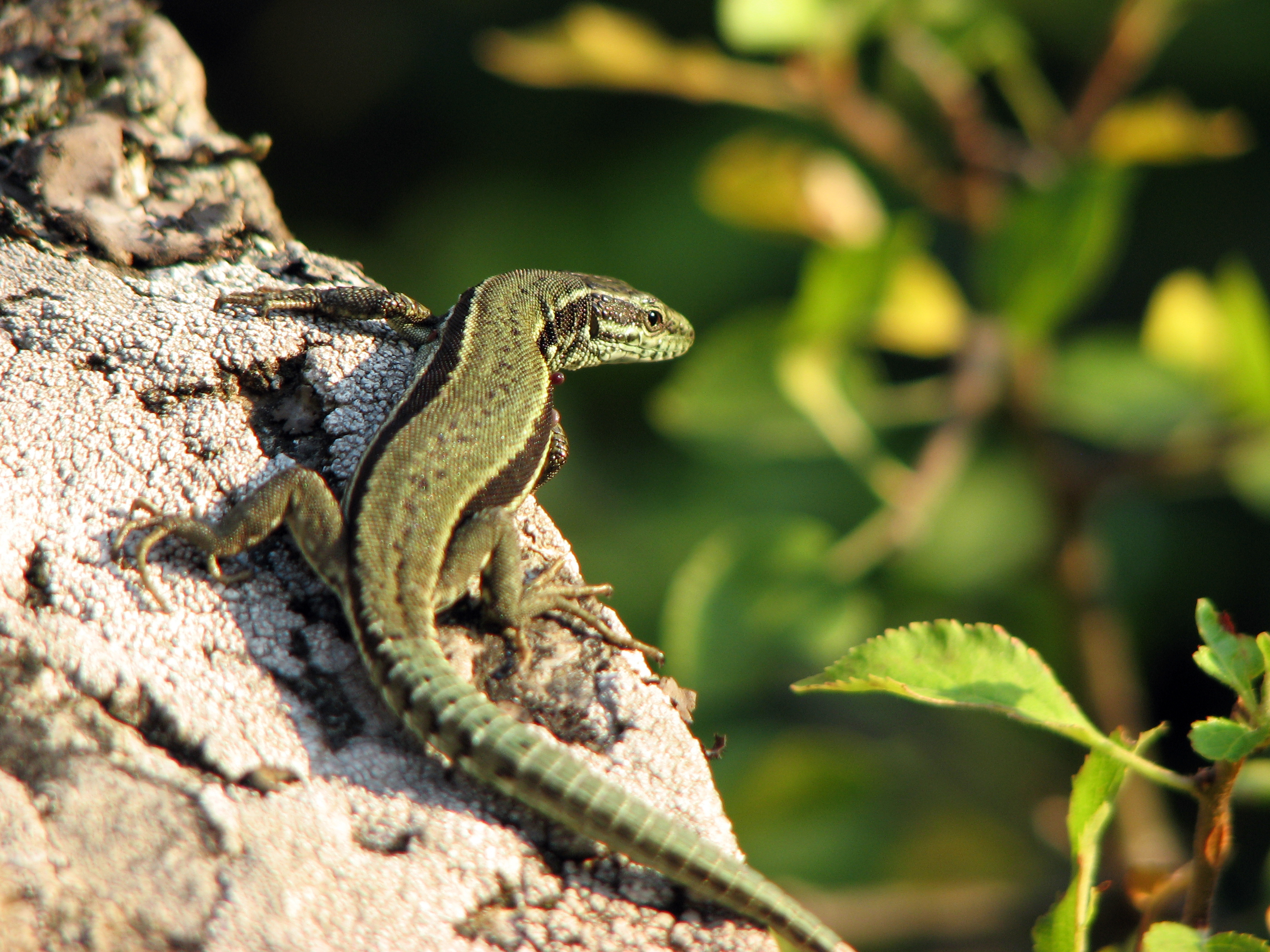
Een groen exemplaar met zwarte flanken
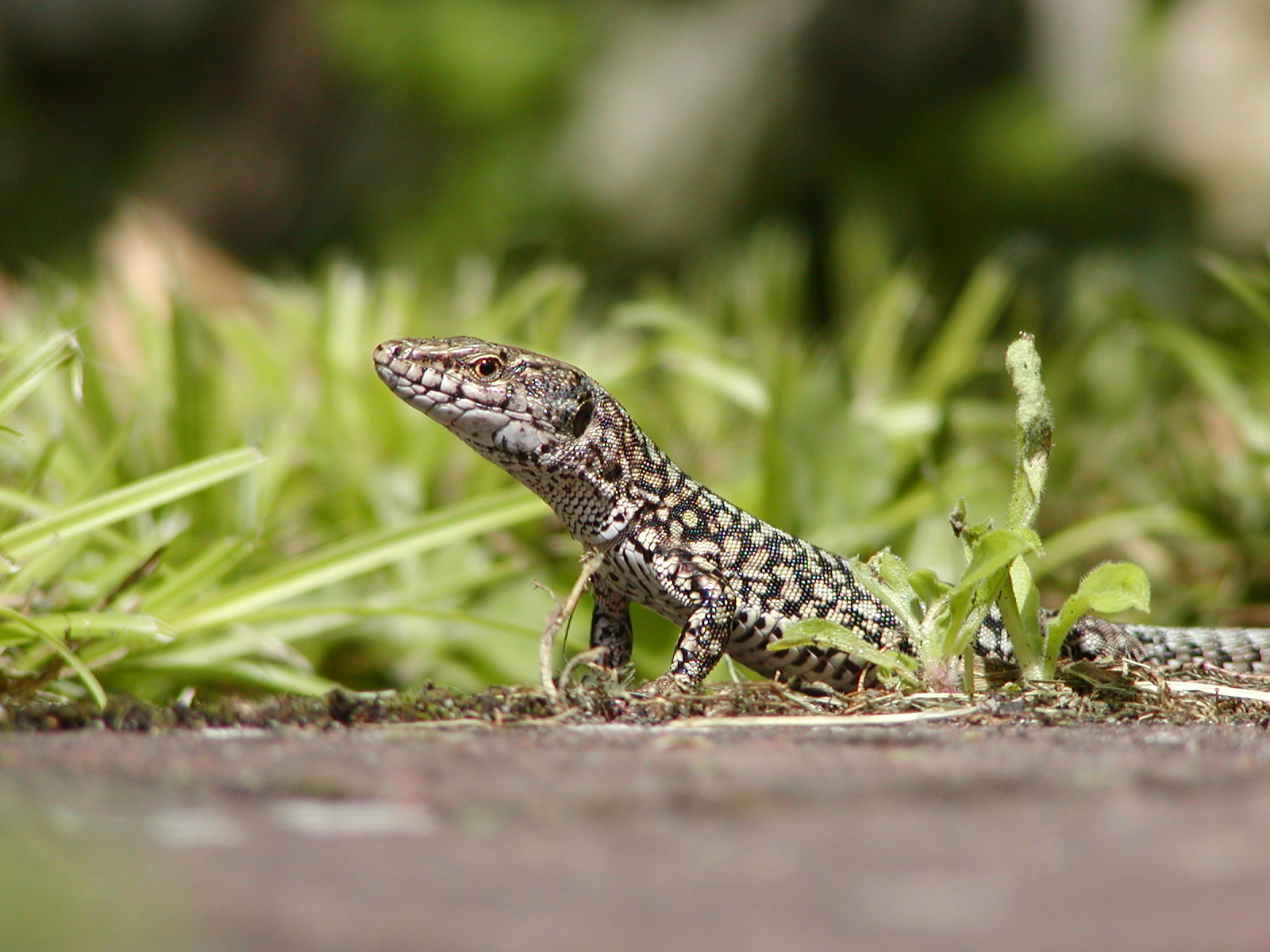
Close-up van de platte, spitse kop
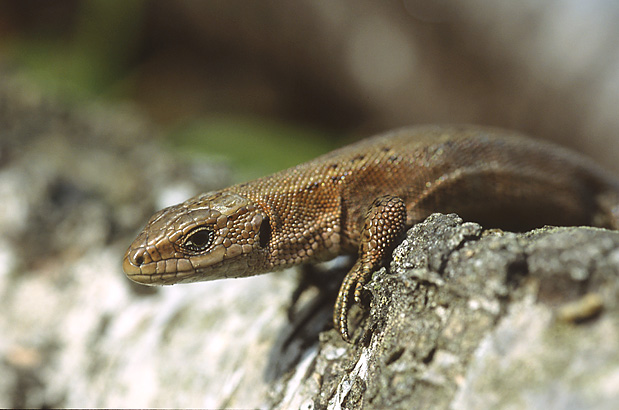
De kop van de levendbarende hagedis ter vergelijking
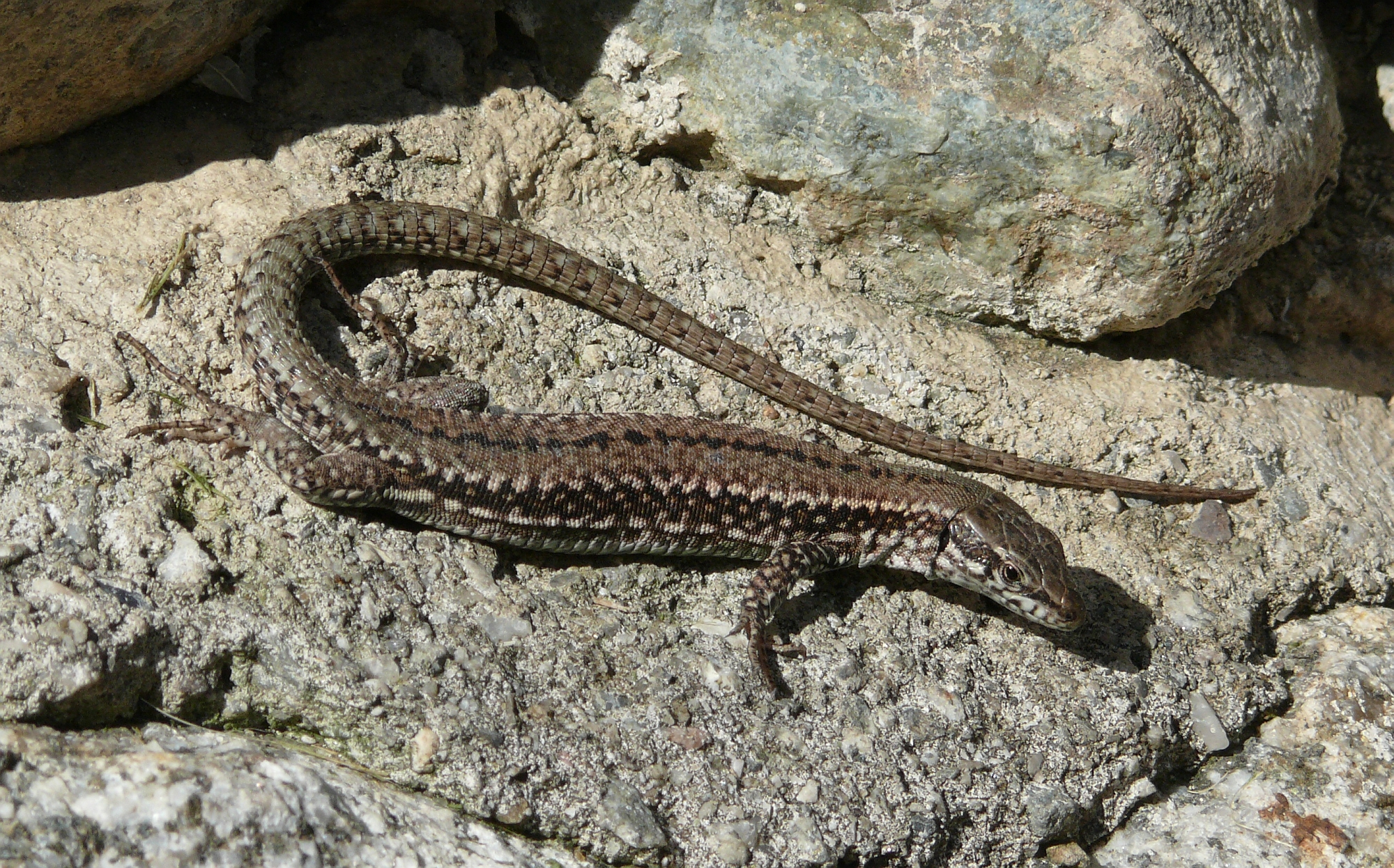
De staart is tot twee keer zo lang als het lichaam
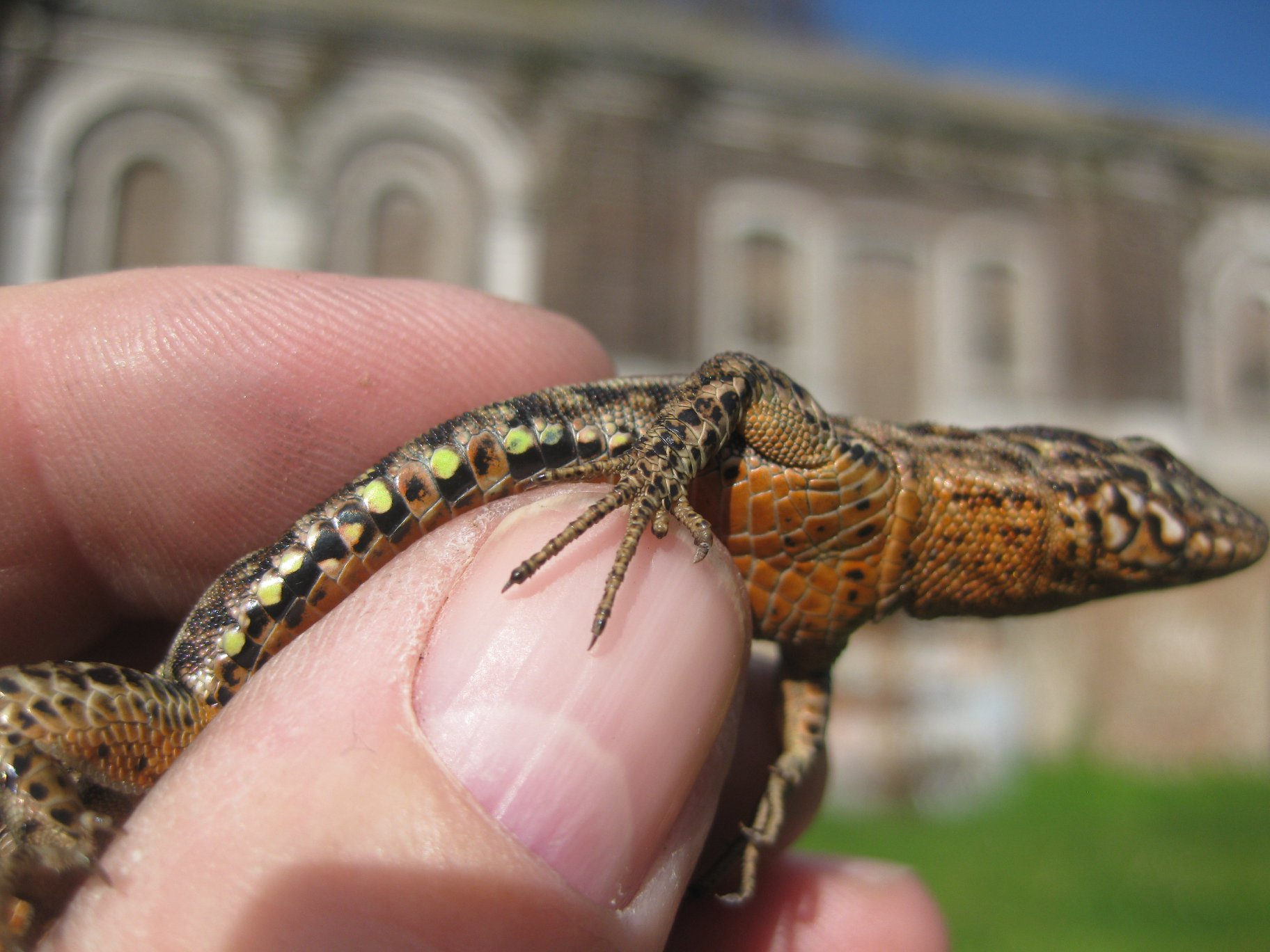
Muurhagedis-mannetje uit de Lage Fronten in Maastricht met gele flankvlekken. Normaal hebben ze blauwe flankvlekken soms afgewisseld met enkele groene flankvlekken
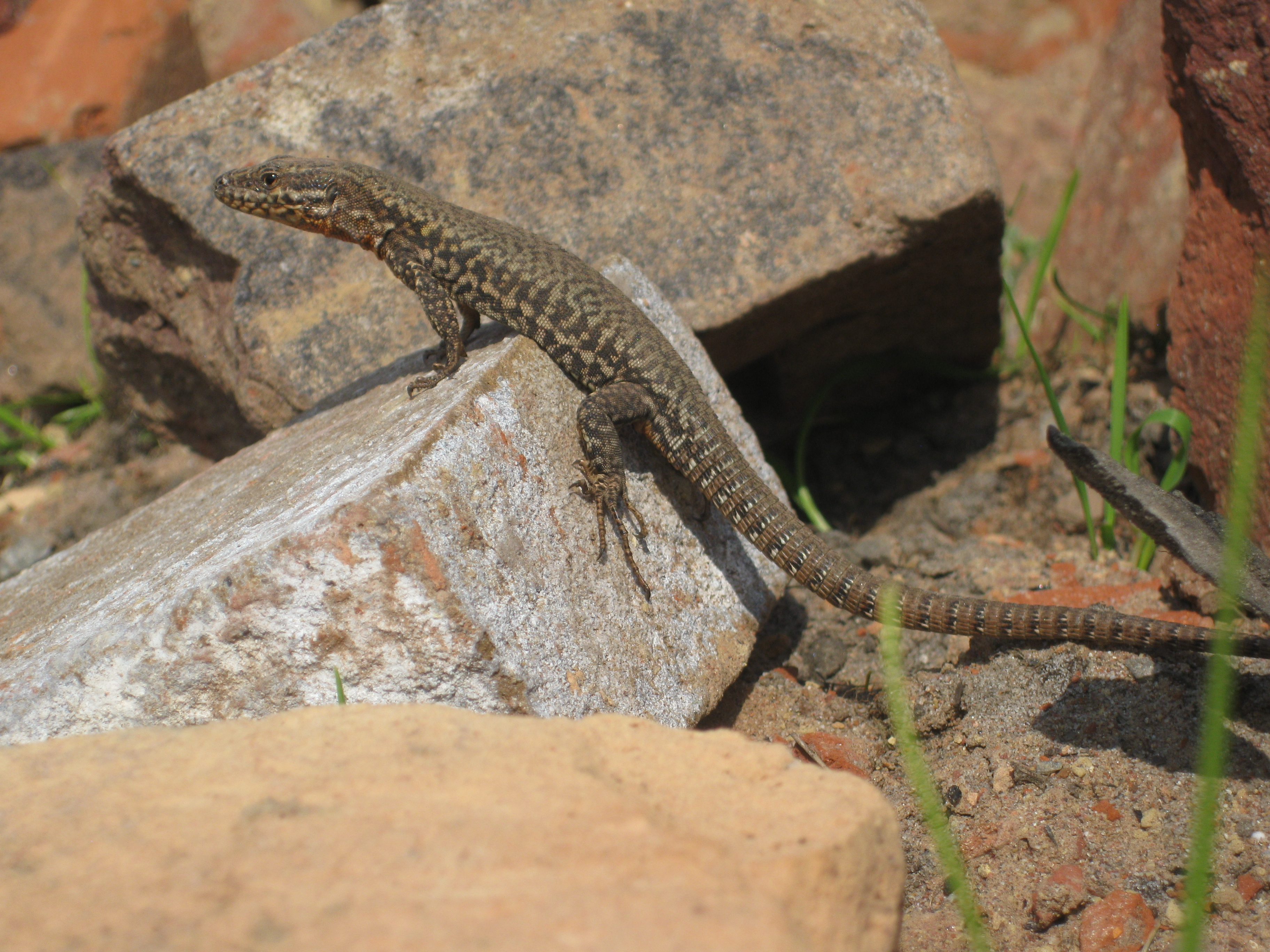
Maastrichtse muurhagedis, mannetje
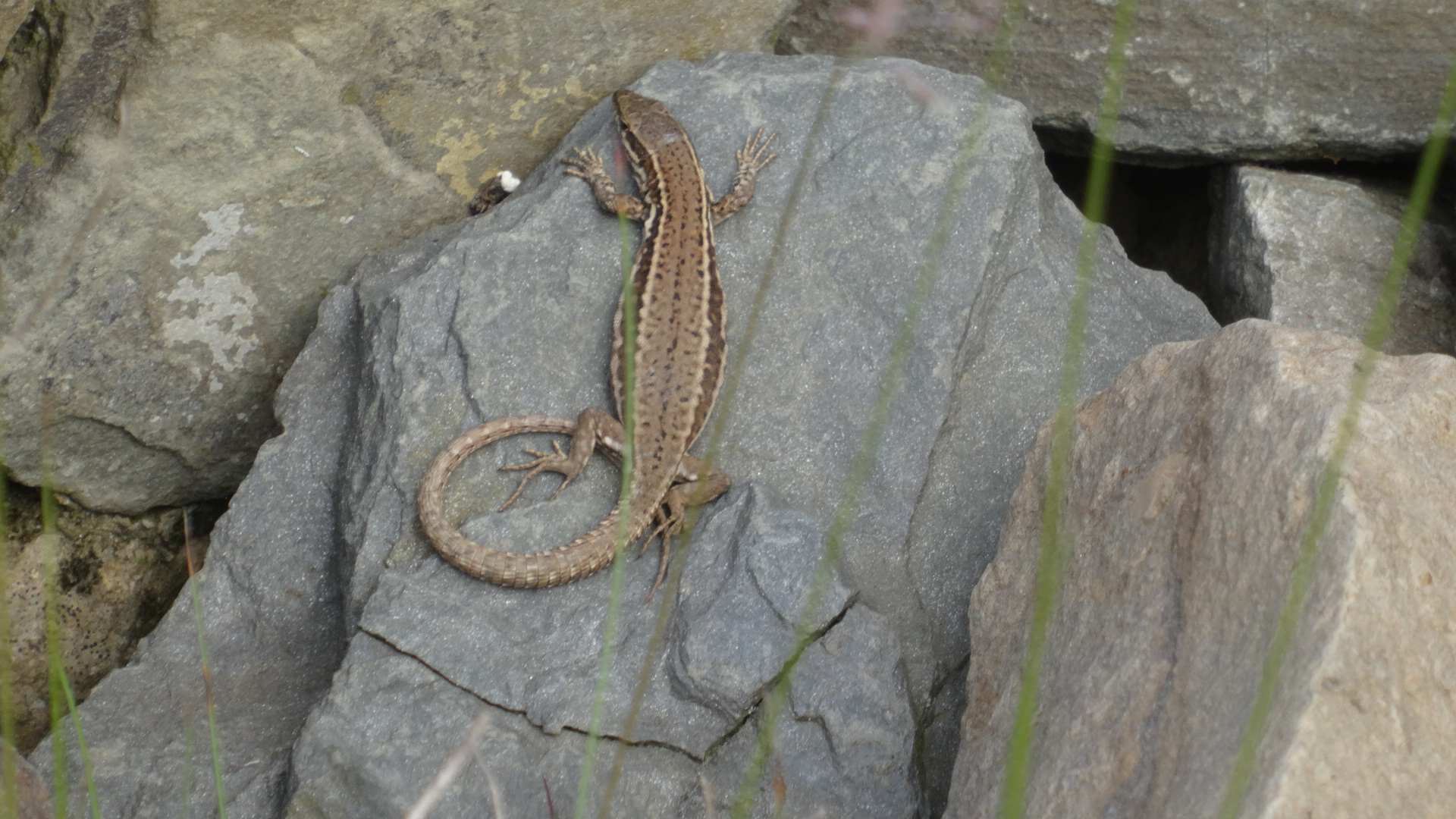
Muurhagedis vrouwtje Bosscherveld, Maastricht
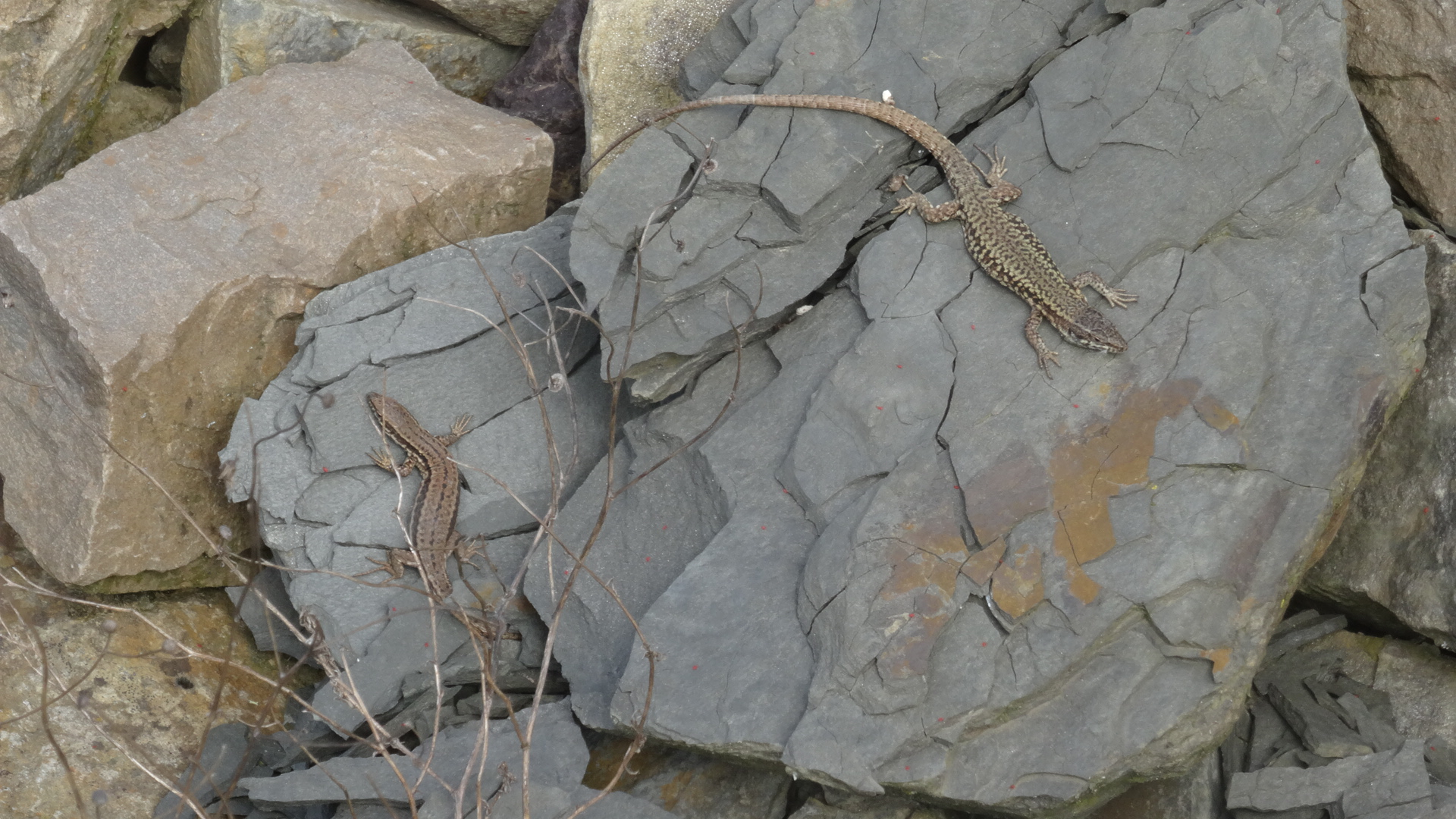
Muurhagedis mannetje en vrouwtje Bosscherveld, Maastricht